# Banco à Las Vegas (film, 1977)
Pour les articles homonymes, voir Banco à Las Vegas et Banco.
Pour plus de détails, voir Fiche technique et Distribution.
Banco à Las Vegas (Silver Bears) est un film américano-britannique d'Ivan Passer, sorti en 1977.

## Synopsis
Joe Fiore, chef d'une organisation mafieuse de Las Vegas, confie à son « homme d'affaires » Doc Fletcher, auquel il a adjoint son incompétent de fils Albert, de blanchir ses profits en investissant dans une « nouvelle banque » suisse. À son arrivée, Doc a la fâcheuse surprise de découvrir que son complice le prince di Siracusa n'a acheté qu'un miteux local en guise de siège bancaire. Le prince suggère alors à Doc d'investir dans la mine d'argent que détient la famille Firdausi en Iran. Doc met au point un ingénieux système lui permettant de magouiller lucrativement sur le marché mondial de l'argent sans que cela ne l'empêche, parallèlement, de nouer une idylle avec Debbie Luckman, la femme d'un jeune banquier fourvoyé dans ces affaires.

## Fiche technique
- Titre original : Silver Bears
- Titre français : Banco à Las Vegas
- Réalisation : Ivan Passer
- Scénario : Peter Stone, d'après le roman de Paul Erdman, The Silver Bears (1974)
- Direction artistique : Edward Marshall
- Décors : Josie MacAvin
- Costumes : Karl Lagerfeld pour Stéphane Audran[1], Ruth Myers
- Photographie : Anthony B. Richmond
- Son : Roy Charman, Doug Turner, Jonathan Bates (en)
- Montage : Bernard Gribble (en)
- Musique : Claude Bolling
- Production : Arlene Sellers, Alex Winitsky, Martin C. Shute (producteur exécutif)
- Sociétés de production : EMI Films, Raleigh Film
- Sociétés de distribution : EMI Films (Royaume-Uni), Columbia Pictures (États-Unis)
- Pays d’origine :  Royaume-Uni,  États-Unis[1]
- Langue : anglais
- Format : 35 mm — couleur par Technicolor — 2.35:1 Technovision — son monophonique
- Genre : comédie
- Durée : 113 minutes
- Date de sortie : 
  - Royaume-Uni : 3 juin 1977
  - États-Unis : 21 avril 1978
  - France : 3 octobre 1979

## Distribution
- Michael Caine (VF : Dominique Paturel) : Doc Fletcher
- Cybill Shepherd : Debbie Luckman
- Louis Jourdan : le prince Gianfranco Pietro Annunzio di Siracusa
- Stéphane Audran : Shireen Firdausi
- David Warner : Agha Firdausi, le frère de Shireen
- Tom Smothers (en) : Donald Luckman
- Martin Balsam : Joe Fiore
- Jay Leno : Albert Fiore
- Joss Ackland : Henry Foreman
- Moustache : Señor Bendetti
- Charles Gray : Charles Cook
- Bruce Boa : Banquier américain

## Tournage
- Intérieurs : Twickenham Film Studios à Londres[1]
- Extérieurs : Las Vegas, Londres, Maroc, Suisse[2]